# Ramon Sanahuja i Marcé
Ramon Sanahuja i Marcé (Banyeres del Penedès, Baix Penedès, 19 de desembre de 1889 - Cerdanyola del Vallès, Vallès Occidental, 8 d'agost del 1970) fou un eclesiàstic català, arxipreste de Terrassa, bisbe de Sogorb, Cartagena i Guardialfiera.
Nascut a Banyeres del Penedès el 1889, era fill de pagesos. L'any 1901 ingressà al Seminari de Barcelona, on va estar fins als 18 anys. El 1914 fou ordenat sacerdot. Després durant dos anys estudià i es tragué el títol de doctor en Dret Canònic. El 1916 fou designat coadjutor de la parròquia del Vendrell, i el 1917 regent de la de Castellar del Vallès. El 1923 fou nomenat ecònom de Granollers, fins al 1925, quan fou nomenat rector de Sant Andreu de la Barca. De 1927 a 1932 fou regent de la parròquia del Masnou. Al Masnou amplià l'edifici de la Catequística.
El 1933 fou nomenat arxiprest de Terrassa i regent de la parròquia del Sant Esperit. En esclatar la Guerra Civil Espanyola, va haver de fugir de Terrassa i amagar-se. El 1937 intentà fugir a l'estranger i fou detingut a la Seu d'Urgell pels milicians, que el feriren i feren presoner i el traslladaren a la presó de Lleida, on va estar-se fins acabada la guerra.
En acabar la guerra fou nomenat rector d'Almenar, i posteriorment tornà a Terrassa. El 1944 fou nomenat bisbe de Sogorb i el 1950 bisbe de Cartagena. L'any 1969 deixà el càrrec de bisbe de Cartagena per motius de salut i li donaren el títol de bisbe emèrit (llavors inusual), amb el bisbat titular de Guardialfiera.
Morí l'any 1970 a Cerdanyola del Vallès, on vivia amb familiars seus. L'any 1994 es van traslladar les seves despulles a la catedral de Terrassa.